# 96e division d'infanterie territoriale
Pour les articles homonymes, voir 96e division.
La 96e Division d'Infanterie Territoriale est le nom d'une unité de l'armée française.

## Création et dénomination
- 30 septembre 1914 : création de la 96e division d'infanterie territoriale.
- 15 juin 1915 : dissolution

## Les chefs de la96eDivision d'Infanterie Territoriale
- 4 octobre 1914 - juin 1915 : général Palat

## La Première Guerre mondiale

### Composition
- infanterie :

108e régiment d'infanterie territoriale d'octobre 1914 à juin 1915
112e régiment d'infanterie territoriale d'octobre 1914 à juin 1915
97e régiment d'infanterie territoriale d'octobre 1914 à juin 1915
117e régiment d'infanterie territoriale d'octobre 1914 à juin 1915
- cavalerie :

2 escadrons du 14e régiment de dragons d'octobre 1914 à juin 1915
- artillerie :

1 groupe de 75 du 9e régiment d'artillerie d'octobre 1914 à juin 1915
1 groupe de 75 du 38e régiment d'artillerie d'octobre 1914 à juin 1915

### Historique

#### 1914 - 1915
- 30 septembre - 11 octobre : constitution.
- 11 - 16 octobre : concentration et séjour au Camp de La Valbonne.
- 16 octobre 1914 - 15 juin 1915 : transport par V.F. dans la région de Livry-sur-Vesle ; repos. À partir du 21 octobre, éléments en secteur vers Prosnes.
- 15 juin : dissolution.

### Rattachements
- affectation organique : isolée d'octobre 1914 à juin 1915
- 16 octobre 1914 - 25 mars 1915 : 12e corps d'armée
- 25 mars - 15 juin 1915 : 4e corps d'armée

### Sources et bibliographie
- AFGG, vol. 2, t. 10 : Ordres de bataille des grandes unités : divisions d'infanterie, divisions de cavalerie, 1924, 1092 p. (lire en ligne).